# دميتري ليفيتزكي

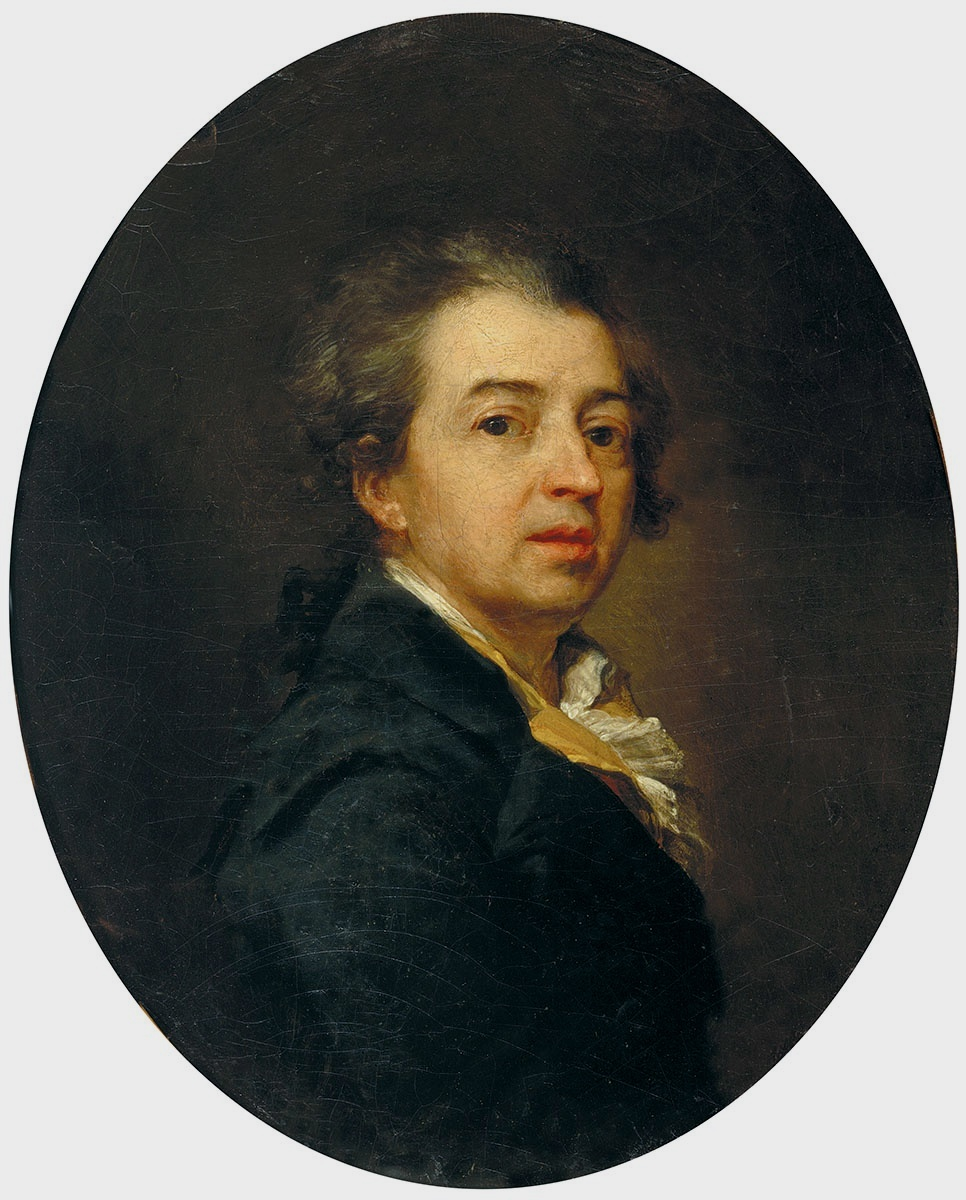
لوحة شخصية لدميتري ليفيتزكي

دميتري ليفيتزكي (بالروسية: Дмитрий Левицкий)‏ وإسمه عند الولادة دميتري غريغوريفيتش ليفيتسكي (بالروسية: Дмитрий Григорьевич Левицкий) وهو رسام بورتريه أوكراني روسي ولد في يوم مايو 1735 في مدينة كييف في أوكرانيا، رسم عدة لوحات لعدة شخصيات مهمة في روسيا، توفي في يوم 17 أبريل 1822.

## روابط خارجية
- دميتري ليفيتزكي على موقع الموسوعة البريطانية (الإنجليزية)